# Vionville
Vionville är en kommun i departementet Moselle i regionen Grand Est (tidigare regionen Lorraine) i nordöstra Frankrike. Kommunen ligger i kantonen Ars-sur-Moselle som tillhör arrondissementet Metz-Campagne. År 2018 hade Vionville 188 invånare.

## Befolkningsutveckling
Antalet invånare i kommunen Vionville
| Referens: INSEE |